# کیگلزویل (آرکانزاس)
کیگلزویل (به انگلیسی: Caglesville) یک منطقهٔ مسکونی در ایالات متحده آمریکا است که در شهرستان پوپ، آرکانزاس واقع شده‌است. کیگلزویل ۲۳۸٫۰۵ متر بالاتر از سطح دریا واقع شده‌است.